# Бакленд, Джордж
Джордж Бакленд (англ. George Buckland; 13 апреля 1883, Дидсбери, Ланкашир — 28 января 1937, Большой Манчестер) — британский игрок в лакросс, серебряный призёр летних Олимпийских игр 1908 года.
На Играх 1908 года в Лондоне Бакленд участвовал в мужском турнире, в котором его сборная заняла второе место, проиграв в единственном матче Канаде.